# Кермоуд, Фрэнк
Фрэнк Кермоуд (англ. John Frank Kermode, 29 ноября 1919, остров Мэн — 17 августа 2010, Кембридж) — английский историк и теоретик литературы, литературный критик, эссеист.

## Биография
Сын портового кладовщика и официантки. Закончил Ливерпульский университет. В годы Второй мировой войны служил на флоте, по большей части — в районе Исландии, демобилизовался в 1946-м.
В 1967—1974 годах — профессор английской литературы в Университетском колледже Лондона (UCL), в 1974—1982-х — в Кембридже, затем — в Колумбийском университете. В 1975—1976 годах также преподавал в Гарварде.
Никогда не ограничивался сугубо академической деятельностью, публиковал статьи, обзоры и рецензии в неспециализированной прессе (журналы «The Spectator» и «New Statesman»). С 1965 по 1967 годы — соредактор журнала «Encounter», покинул пост, когда обнаружилось, что журнал финансируется ЦРУ. Один из издателей серии биографий интеллектуалов XX века «Fontana Modern Masters», завоевавшей популярность в университетской среде, особенно — среди учащихся.

## Научные интересы
Наряду с монографическими трудами о творчестве крупнейших поэтов английского языка от Донна и Шекспира до Йейтса и Уоллеса Стивенса, разрабатывал проблемы поэтики повествования, теоретические аспекты литературной интерпретации, историю понятий «классика» и «канон», в чём развивал идеи Т. С. Элиота. Автор многочисленных статей о литературе XX века, на протяжении многих лет и до последних дней активный рецензент влиятельных информационных изданий «Лондонское книжное обозрение» и «Нью-Йоркское книжное обозрение».
Один из инициаторов обращения британских и американских литературоведов к современной им французская критической теории; в частности, именно он пригласил выступить с лекциями в Университетском колледже Лондона Ролана Барта.

## Избранные труды
- The Romantic Image (1957, переизд. 2002)
- John Donne (1957)
- Wallace Stevens (1961)
- Spenser and the Allegorists (1962)
- Puzzles And Epiphanies, Essays And Reviews 1958—1961 (1962)
- On Shakespeare’s Learning (1965)
- The Sense of an Ending: Studies in the Theory of Fiction (1967 переизд. 2003)
- Continuities (1968)
- The Metaphysical Poets (1969)
- D. H. Lawrence (1973)
- The Classic: Literary Images of Permanence and Change (1975, переизд. 1983)
- The Genesis of Secrecy: on the Interpretation of Narrative (1979)
- The Art of Telling: Essays on Fiction (1983)
- Forms of Attention (1985)
- Samuel Taylor Coleridge (1985)
- An Appetite for Poetry. Essays in Literary Interpretation (1989)
- Poetry, Narrative, History (1990)
- The Uses of Error (1991)
- Not Entitled: A Memoir (1995, автобиография)
- Cleanth Brooks and the Art of Reading Poetry (1997)
- Shakespeare’s Language (2000)
- Pleasing Myself: from Beowulf to Philip Roth (2002)
- Pieces of My Mind: Writings 1958—2002 (2003)
- The Age of Shakespeare (2004)
- Pleasure, Change, and Canon (2004, в соавторстве)
- Concerning E.M. Forster (2009)

## Признание
Член Британской академии (1973), Королевского литературного общества. В 1991 возведен в рыцарское достоинство (рыцарь-бакалавр).

## Публикации на русском языке
- "Глобус". Глава из книги "Век Шекспира"// Иностранная литература, 2014, №5, с. 48-68